# 長崎市立稲佐小学校
長崎市立稲佐小学校（ながさきしりつ いなさしょうがっこう、Nagasaki City Inasa Elementary School）は、長崎県長崎市稲佐町にある公立小学校。

## 沿革
- 1882年（明治15年）12月7日 - 第五大学区長崎連管内第一中学校区彼杵郡長崎淵小学校（下等小学校）が創立。飽浦小学校を統合。
  - 校舎 - 稲佐郷、稲佐山のふもとにある淵神社[1]社務所を利用。
- 1895年（明治28年） - 淵小学校が廃止され、稲佐尋常小学校と飽浦尋常小学校に分離される。
- 1896年（明治29年）5月 - 現在地に新築校舎が完成。
- 1898年（明治31年） - 長崎市に編入される。
- 1901年（明治34年） - 就学児童数の増加に伴い、淵高等小学校が新設。
- 1908年（明治41年）4月6日 - 淵高等小学校が稲佐尋常小学校と統合され、稲佐尋常高等小学校に改称。
- 1907年（明治40年） - 就学児童の増加に校舎施設が追い付かず、全市の各小学校尋常科第1学年に2部授業を実施。
- 1918年（大正7年）10月31日 - スペインかぜの大流行で、長崎市内の小学校が臨時休校となる。
- 1922年（大正11年）12月7日 - 校歌が制定。
- 1923年（大正12年） - 長崎市、尋常小学校の授業料を全廃。
- 1930年（昭和5年）6月28日 - 北部校庭が完成。
- 1940年（昭和15年）4月1日 - 高等科を新設の淵高等小学校[2]へ移管。再び稲佐尋常小学校となる。
- 1941年（昭和16年）4月1日 - 国民学校令により、長崎市稲佐国民学校と改称。
- 1945年（昭和20年）8月9日 - 長崎市に投下された原子爆弾により、全木造校舎が倒壊するなど大きな被害を受ける。
- 1947年（昭和22年） - 学制改革に伴い、長崎市立稲佐小学校（現校名）に改称。
- 1953年（昭和28年）3月20日 - 校旗が復元される。
- 1962年（昭和37年）12月7日 - 創立80周年記念式典を挙行。
- 1980年（昭和55年）4月 - 体育館が完成。
- 1981年（昭和56年）1月 - プールが完成。
- 1982年（昭和57年）12月7日 - 創立100周年記念式典を挙行。
- 1983年（昭和58年）2月12日 - 「平和の碑」を建立。
- 1991年（平成3年）9月1日 - 校舎新築・特別教室改修のため、プレハブ仮校舎での授業を開始。
- 1992年（平成4年）
  - 8月20日 - 新校舎が完成。校舎は三菱重工業長崎造船所で建造された豪華客船「クリスタルハーモニー号」をイメージしてデザインされた[3]。
  - 9月1日 - 新校舎での授業を開始。
- 1993年（平成5年）5月29日 - 新築校舎記念式典を挙行。
- 1994年（平成6年） - 新校舎が完成。オープンスペース、和室、屋上プールを備える。
- 2002年（平成14年）11月17日 - 創立120周年記念式典を挙行。
- 2022年（令和4年）11月13日 - 創立140周年記念式典を挙行[4]

## 教育目標
- 「豊かな心とすこやかな身体をもち，自ら学び確かな学力を身につけた児童の育成を図る」

## 校章
- 校名にちなみ稲穂が、中央の「稲」（旧字体）の文字を囲んだ図柄となっている。

## 校歌
- 作詞 - 長田信男
- 作曲 - エエムアシュポー（長崎市立小・中学校で唯一外国人が作曲した校歌）
  - 2番まであり、1番に校名の「稲佐」が登場する。

## 著名な卒業生
- 福山雅治（シンガーソングライター・俳優）
- 増田珠（東京ヤクルトスワローズ）

## 原子爆弾の被害
- 爆心地から南へ約2kmの稲佐国民学校では木造の建物が倒壊、鉄筋コンクリート3階建ての校舎の窓ガラス、木枠、鉄製の窓枠が吹き飛び、数多くの児童や職員が死亡した。1学期始めには、36学級1,000名を越す児童数であったが、縁故疎開者・爆死者・負傷者・他の地区への転居者などで児童数は激減し、9月になり学校が再開された際に登校した児童は約120人であった。
- 稲佐国民学校より北部にあり爆心地に近く、より大きな被害を受けた城山国民学校（現 長崎市立城山小学校）・淵国民学校（長崎市立淵中学校）・銭座国民学校（長崎市立銭座小学校）は、校舎が使用不能となったため、稲佐国民学校の校舎を利用して授業が開始された。

## アクセス
- 最寄りのバス停
  - 長崎バス光町バス停（2022年10月1日「稲佐公園前」から停留所名称変更[5]）で下車後、徒歩5分。
    - 長崎駅方面から5番のバスに乗車する。
    - 浦上駅方面からは、10番・20番系統のバスに乗車し、「宝町」バス停で上記のバスに乗り換え。
- 最寄りの国道・県道
  - 国道202号線（三菱通り）沿い

## 周辺
- 稲佐橋
- 浦上川
- 稲佐警察署
- 三菱重工業長崎造船所スポーツセンター
  - 総合体育館、武道場、テニスコート、球場、記念会館
- 淵神社（長崎ロープウェイ）

## 関連事項
- 長崎県小学校一覧